# Secamone uncinata
Secamone uncinata är en oleanderväxtart som beskrevs av Choux. Secamone uncinata ingår i släktet Secamone och familjen oleanderväxter. Inga underarter finns listade i Catalogue of Life.